# Ladislav Matějka
Ladislav Matějka (30. května 1919, České Budějovice – 29. září 2012, West Newton) byl český slavista, publicista a editor, po své emigraci působící ve Švédsku a v USA.

## Život
Ještě před emigrací získal doktorát na Karlově univerzitě v oboru studií slovanského písemnictví.
Po roce 1948 uprchl nejprve do Švédska, kde působil jako lektor na univerzitě v Lundu. Byl spoluzakladatelem a členem redakční rady revue Skutečnost, později pokračoval ve své univerzitní dráze v USA, byl profesorem Michiganské univerzity. Založil ročenku středoevropské civilizace, historie, literatury a politiky Cross Currents.
Jeho poslední prací bylo trojsvazkové vydání korespondence Jiřího Voskovce a Jana Wericha. Toto dílo zvítězilo v roce 2007 v anketě Lidových novin o knihu roku.